# Дели Юнус
Дели Юнус или Делиюнус (на турски: Deliyunus) е село в Източна Тракия, Турция, Вилает Истанбул.

## География
Селото се намира северно от Чаталджа, близо до южния бряг на езерото Деркос (Дурусу гьол).

## История
В XIX век Дели Юнус е българско село в Османската империя. Заселено е от българи дошли от Чирпан и Чирпанско, Котел, Копривщица, Софийско. Според Анастас Разбойников жителите на Делиюнус са се преселили от Пловдивско по „кърджалийско време“. В 1830 година то има 70 български къщи, в 1878 - 110, а в 1912 – 180.
През 1908 година в селото функционира българско училище.
При избухването на Балканската война в 1912 година двама души от Дели Юнус са доброволци в Македоно-одринското опълчение.
Българското население на Дели Юнус се изселва след Междусъюзническата война в 1913 година. Част от бежанците (23 семейства) са настанени в село Архиянли, а други в град Фере, Дедеагачка околия.

## Личности
Родени в Дели Юнус
- Георги Костадинов (Константинов) (1889 – ?), македоно-одрински опълченец, 3 рота на 5 одринска дружина, 2 рота на 4 битолска дружина[9]
- Кольо Иванов, македоно-одрински опълченец, 4 рота на 8 костурска дружина[10]
- Панталей Янев (1857 - 1919), български търговец и дарител[11]